# Supercopa Polonesa de Voleibol Masculino de 2017
A Supercopa Polonesa de Voleibol Masculino de 2017 foi a 6.ª edição deste torneio organizado anualmente pela Liga Polonesa de Voleibol (PLS). Ocorreu no dia 23 de outubro, na cidade Bełchatów, na Hala „Energia”.
O PGE Skra Bełchatów conquistou seu terceiro título do campeonato ao derrotar o ZAKSA Kędzierzyn-Koźle. O ponteiro polonês Bartosz Bednorz foi eleito o melhor jogador da partida.

## Regulamento
O torneio foi disputado em partida única.

## Equipes participantes
| Equipe                 | Cidade           | Qualificação                                                   | Última participação |
| ---------------------- | ---------------- | -------------------------------------------------------------- | ------------------- |
| PGE Skra Bełchatów     | Bełchatów        | Campeão da PlusLiga de 2016–17 e da Copa da Polônia de 2016–17 | 2014                |
| ZAKSA Kędzierzyn-Koźle | Kędzierzyn-Koźle | Vice-campeão da PlusLiga de 2016–17                            | 2014                |

## Resultado
| Data   | Hora  |                    | Placar |                        | Set 1 | Set 2 | Set 3 | Set 4 | Set 5 | Total  | Relatório |
| ------ | ----- | ------------------ | ------ | ---------------------- | ----- | ----- | ----- | ----- | ----- | ------ | --------- |
| 23 out | 15:00 | PGE Skra Bełchatów | 3–1    | ZAKSA Kędzierzyn-Koźle | 16–25 | 25–17 | 35–33 | 25–21 |       | 101–96 | Relatório |

## Premiação
| Supercopa Polonesa de 2017              |
| --------------------------------------- |
| PGE Skra Bełchatów Campeão (3.° título) |